# Căsătorii între persoane de același sex în Norvegia
Norvegia a fost a șasea țară din lume și prima din Scandinavia care a legalizat căsătoriile între persoane de același sex, când a introdus legea legalizând acestă uniune la 1 ianuarie 2009. Legea a fost promulgată în iunie 2008.

## Parteneriat înregistrat
Norvegia a permis parteneriatele înregistrate între persoane de același sex începând cu legea din 30 aprilie 1993, intrată în vigoare la 1 august 1993. Norvegia a fost a doua țară care a făcut acest lucru, după Danemarca, care a implementat o asemenea lege de parteneriat civil în 1989.
Parteneriatele înregistrate acordau toate drepturile, responsabilitățile și beneficiile căsniciei, inclusiv dispoziții pentru situații de divorț.
Legea prevedea că articolele din legea adopțiilor care se referă la cupluri căsătorite nu vor fi aplicabile în cazul partenerilor înregistrați. Totodată, conform legii biotehnologiei, inseminarea artificială poate fi cerută doar de cupluri de sex diferit. În 2002, li s-a permis persoanelor din parteneriate civile să adopte copiii partenerilor lor.
În 2002 Reuters raporta, că în jur de 150 de cupluri își înregistraseră parteneriatele în fiecare an. Unul dintre cei mai importanți oameni care și-au înregistrat relația a fost ministrul de finanțe Per-Kristian Foss.

## Căsătorie
La 18 noiembrie 2004 doi deputați ai Partidului Socialist Stâng au propus o lege pentru abolirea legii parteneriatelor civile și pentru modificarea legilor căsătoriei pentru ca aceștia să fie gen-neutre. Mișcarea a fost retrasă și înlocuită de către o cerere ca guvernul să efectueze investigații în privința situației. Cabinetul conservator la putere în acel moment nu a cercetat problema. Următorul guvern însă a anunțat un nou proiect lege unificată a căsătoriilor. O dezbatere publică a fost deschisă la 16 mai 2007.
La 29 mai 2008 Associated Press anunța că două partide din opoziție (Partidul Liberal și Partidul Conservator) sunt în favoarea proiectului, asigurând trecerea acestuia de votul din 11 iunie 2008. Înainte de asta, coaliția de guvernare alcătuită din trei partide nu era sigură că proiectul va avea destule voturi să treacă.
Proiectul a trecut de camera deputaților în primă ședintă, cu 84 de voturi pentru și 41 împotrivă.Senatul Norvegiei a trecut legea în data de 17 iunie 2008, cu 23 de voturi pentru și 17 împotrivă. Regele Norvegiei, Harald V a dat aprobarea regală. Legea a intrat în vigoare pe 1 ianuarie 2009.

## Opinia publică
Cinci sondaje efectuate de către Gallup Europe, Sentio, Synovate MMI, Norstat și YouGov în 2003, 2005, 2007, 2008, 2012 și 2013 au arătat că 61%, 63%, 66%, 58%, 70%, respectiv 78% a populației Norvegiei sprijină legea căsătoriilor egale.